# Karlobag
Karlobag (en italien : Carlopago) est une station balnéaire et municipalité  dans le comitat de Lika-Senj, en Croatie.

## Géographie
La localité se trouve au pied du massif de Velebit sur la côte Adriatique, face à l'île de Pag. Au recensement de 2001, la municipalité comptait 1 019 habitants, dont 92,44 % de Croates, et le village seul comptait 510 habitants.

## Histoire

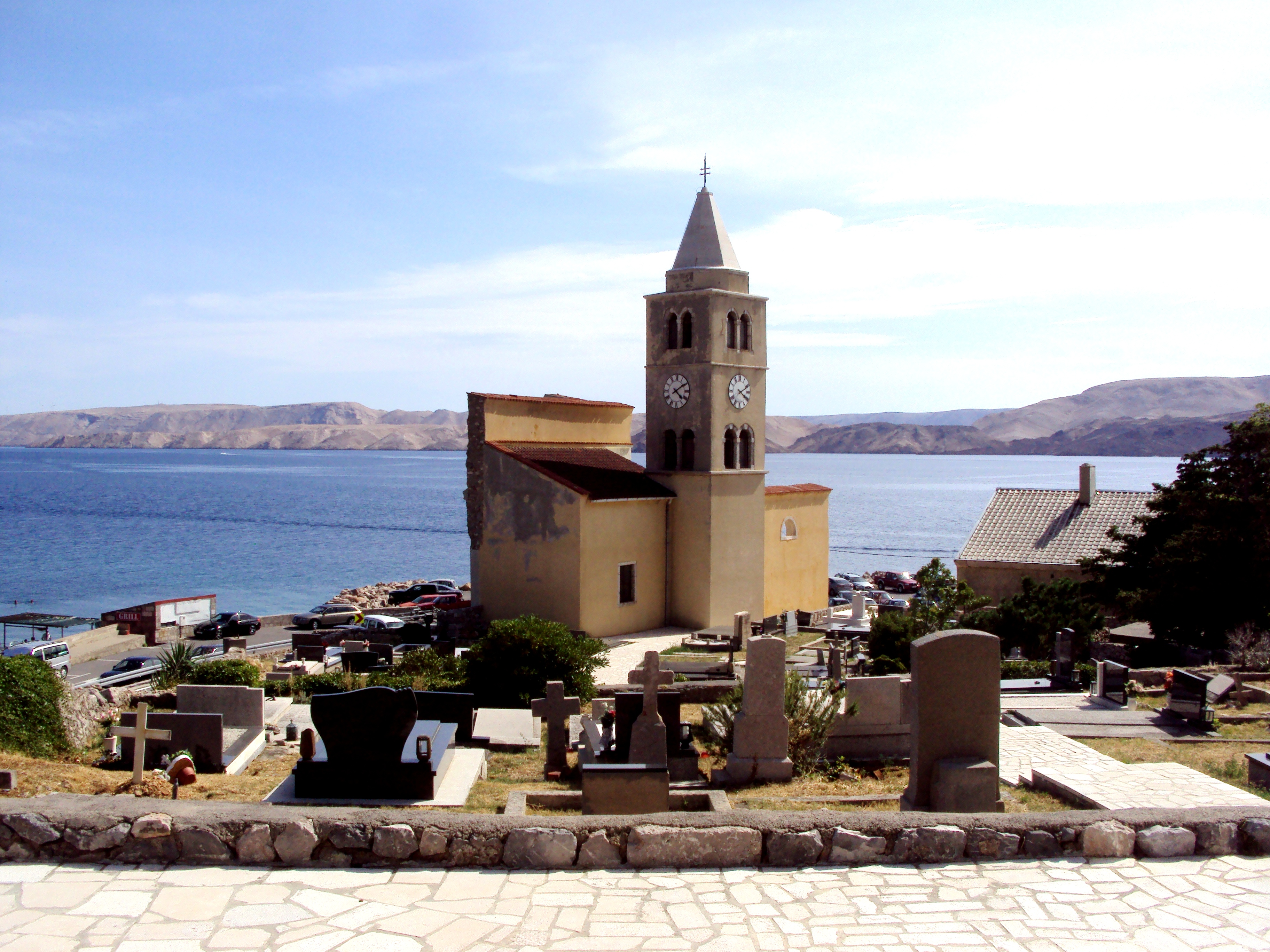
Église St Charles Borromée.

Au Moyen Âge, le domaine faisait partie du royaume de Croatie fondé par Tomislav Ier en 925. Plus tard, la bande littorale est incorporée dans le Stato da Màr, une composante territoriale de la république de Venise. Le lieu de Bag fut mentionné pour la première fois en 1387
Après l'effondrement de Vénise en 1797 et la régence éphémère française au sein des Provinces illyriennes, Karlobag a été incorporé à l'empire d'Autriche et incorporé dans la Krajina croate puis le royaume habsbourgeois de Croatie.

## Localités
La municipalité de Karlobag compte 14 localités :
| - Barić Draga - Baške Oštarije - Cesarica - Crni Dabar - Došen Dabar - Karlobag - Konjsko | - Kućišta Cesarička - Ledenik Cesarički - Lukovo Šugarje - Ravni Dabar - Staništa - Sušanj Cesarički - Vidovac Cesarički |